# La bayadera (opereta)
La bayadera (título original en alemán, Die Bajadere) es una opereta en tres actos con música de Emmerich Kálmán y libreto en alemán de Julius Brammer y Alfred Grünwald. Fue estrenada el 23 de diciembre de 1921 en el Carltheater de Viena.
La obra fue adaptada al castellano por José Juan Cadenas y Emilio González del Castillo estrenándose con el título de La bayadera en el Teatro de la Reina Victoria de Madrid el 30 de octubre de 1923.

## Argumento
El director teatral d'Ouvert ha contratado a la conocida cantante Odette que va a interpretar el papel principal en la nueva opereta de la casa titulada Die Bajadere. El invitado de honor del estreno, el príncipe Radjami, se reúne también con la cantante. Se enamora de ella y, a pesar de que lleva cierto tiempo comprometido en su India natal, piensa casarse con ella. Invita a Odette a visitarle a su residencia y le apuesta que, con la ayuda de sus supuestas habilidades hipnóticas, puede lograr que se enamore de él y que deje constancia de ello por escrito. Odette acepta la apuesta y finge aceptar los avances del príncipe si bien ella solo quiere darle una buena una lección. El príncipe continúa haciendo progresos hasta llegar a organizar una ceremonia de boda. Odette le sigue el juego casi hasta el final pero desaira al príncipe en el último momento, negándose a dar su consentimiento a la boda. El príncipe está decepcionado, aunque sigue asistiendo a todas las funciones de la opereta Die Bajadere para estar cerca de su amada. Mientras tanto, ella se ha enamorado de Radjami, a pesar de negarse a admitirlo. Ambos languidecen de este modo durante semanas. Finalmente, el director d’Ouvert emplea una artimaña con la que logra unir a Odette y al príncipe. Paralelamente a esta historia principal, hay una trama secundaria donde participan Marietta, su esposo Louis Philippe y Napoleon St. Cloche. Marietta se divorcia y se casa con Napoleon aunque luego se arrepiente de este paso.

## Recepción
Emmerich Kálmán consideraba este título como uno de los más cercanos a lo operístico, algo que confirma su hija Yvonne Kálmán en las notas al programa de la grabación discográfica de 2014. Sin embargo, La bayadera es una pieza poco representada hoy en día. Una de las razones puede ser la sobreabundancia de operetas en los años 20 y 30, época de gran producción operetística. Este título, como el resto de las obras de Emmerich Kálmán, fue prohibido durante la época nazi.

## Relación de números musicales
Nº 1 Introducción: "Reizend war der Erste Akt"
Nº 2 Dúo: "Treu zu sein"
Nº 2 ½ Actuación musical y melodrama: "Mercie Bien"
Nº 3 Conjunto y romanza: "Dein will auf ewig ich sein"
Nº 4 Conjunto y salida de Odette: "Reizend war der Zweite Akt"
Nº 5 Dúo: "Lotusblume, ich liebe dich"
Nº 6 Dúo: "Reizend ist’s nach Müh und Plag"
Nº 7 Final I: "Das wird ich nicht…"
Nº 8 Introducción, danza y canción fox-trot: "Oh Champagner, sperrst uns auf das Himmelreich"
Nº 8a: Romanza: "Tanz mit mir"
Nº 9 Escena musical y dúo: "Du, du, du sollst das Glück meiner Seele nun sein"
Nº 10 Dúo: "Bogenlampen glitzern durch den Winternachmittag"
Nº 11 Terceto: "Na, ist sie nicht ein süßer Schatz"
Nº 12 Dúo: "Weil wir oft lieben den Mann"
Nº 13 Final II: "Wie, der Prinz will heute noch sich vermählen"
Nº 14 Introducción al Acto III y melodrama: "Die kleine Bar"
Nº 15 Dúo: "Will man heutzutage schick und modern sein"
Nº 15 ½ Escena musical: "Lotusblume ich liebe dich"
Nº 16 Romanza: "Als ich unlängst stand…"
Nº 16 ½ Reminiscencia: "Na, ist sie nicht ein süßer Schatz"
Nº 17 Final III: "Oh Bajadere, komm, sei mein"

## Discografía (selección)
- The Bayadere (nueva versión inglesa, 1998). Director: J. Lynn Thompson. Reparto: Eric Fennell, Buck Hujabre, Susan Miller, John Pickle, Julie Wright, Ohio Light Opera Orchestra and Chorus. Newport Classics.[3]
- Die Bajadere (2014). Director: Richard Bonynge. Reparto: Heike Susanne Daum, Rainer Trost, Anke Vondung, Stephan Genz, WDR Rundfunkchor Köln, WDR Funkhausorchester Köln. CPO.[2]

## Adaptación cinematográfica
- Bajaderen (1962). Producción televisiva de la NRK. Director: Erik Diesen. Reparto: Berith Bohm, Sven-Olov Eliasson, Carsten Winger, Torhild Lindal, Rolf Just Nilsen, Tore Foss, Finn Bernhoft, Arve Opsahl, Sverre Holm, Ben Yosef.[4]